# Johann André Forfang
Johann André Forfang (* 4. Juli 1995 in Tromsø) ist ein norwegischer Skispringer. Seine größten sportlichen Erfolge sind die Goldmedaillen in den Mannschaftsspringen bei den Olympischen Winterspielen 2018 in Pyeongchang und den Skiflug-Weltmeisterschaften 2016 in Bad Mitterndorf, 2018 in Oberstdorf und 2020 in Planica sowie im Mixed-Teamwettbewerb bei den Nordischen Skiweltmeisterschaften 2025 in Trondheim.

## Werdegang
Forfang gab sein internationales Debüt als 13-Jähriger bei FIS-Junioren-Springen in Zakopane im August 2008. Nach einem eher enttäuschenden 43. Platz fand sich Forfang erst drei Jahre später beim FIS Cup in Notodden bei einem internationalen Springen. Nach einem 15. und einem 16. Platz, stand er im Januar 2012 in Bischofshofen erstmals im B-Kader des Skisprung-Continental-Cup. Nach einer Disqualifikation im ersten Springen verpasste er die Punkteränge im zweiten Springen deutlich. Nachdem er sich Anfang des Winters 2012/13 auf nationaler Ebene im Norges Cup behaupten konnte, kam Forfang zu Beginn der Continental-Cup-Saison 2012/13 zurück in den Kader und verpasste in seinem zweiten Springen in Engelberg die Punkteränge als 34. nur knapp. Zwei Wettbewerbe später schaffte er in Zakopane erstmals den Sprung unter die besten zwanzig und gewann damit auch erstmals Continental-Cup-Punkte.
Bei den Nordischen Junioren-Skiweltmeisterschaften 2013 im tschechischen Liberec erreichte der mittlerweile 17-Jährige den 38. Platz. Bei dem kurze Zeit später in Vikersund ausgetragenen Continental Cup erreichte er einen guten 14., bevor er im zweiten Springen mit 0,1 Punkten Vorsprung auf Manuel Poppinger auf dem Vikersundbakken seinen ersten Continental Cup gewinnen konnte. Bei den Nordischen Junioren-Skiweltmeisterschaften 2014 in Val di Fiemme holte er mit der norwegischen Mannschaft im Mannschaftswettbewerb die Bronzemedaille hinter den Mannschaften aus Polen und Österreich.
In der Saison 2014/15 wurde Forfang zum ersten Mal im Weltcup eingesetzt. Mit einem zwölften Platz am 20. Dezember 2014 in Engelberg holte er seine ersten Weltcup-Punkte. Die restliche Saison über gehörte er fast durchgehend zur norwegischen Weltcup-Mannschaft und belegte am Ende den 23. Platz der Weltcupgesamtwertung. Am 15. Februar 2015 wurde er beim Skifliegen vom Vikersundbakken Dritter und erreichte damit seine erste Podiumsplatzierung seiner Karriere im Weltcup. Bei den Nordischen Junioren-Skiweltmeisterschaften im Februar 2015 im kasachischen Almaty wurde er Doppel-Juniorenweltmeister, als er sowohl den Einzelwettbewerb als auch den Mannschaftswettbewerb zusammen mit Joacim Ødegård Bjøreng, Halvor Egner Granerud, und Phillip Sjøen gewann. Noch im selben Monat nahm er in Falun erstmals an den Nordischen Skiweltmeisterschaften teil. Er wurde im Einzelspringen auf der Normalschanze disqualifiziert und belegte auf der Großschanze den 18. Rang.
Im Januar 2016 nahm Forfang am Kulm zum ersten Mal an der Skiflug-Weltmeisterschaft teil. Als Vierter verpasste er im Einzelwettbewerb noch eine Medaille, im Mannschaftswettbewerb wurde er aber dann zusammen mit Anders Fannemel, Daniel-André Tande und Kenneth Gangnes Weltmeister. In der Saison 2015/16 gewann er sowohl erstmals ein Team-Springen im Weltcup am 22. Februar 2016 in Kuopio als auch seinen ersten Einzel-Weltcup am 12. März 2016 in Titisee-Neustadt. In seiner zweiten Weltcup-Saison belegte er im Gesamtweltcup mit 1240 Punkten den fünften Rang.
Zum Start der Wintersaison 2016/17 hatte er Schwierigkeiten, an seine alten Leistungen anzuknüpfen und wurde von Trainer Alexander Stöckl bisweilen in das Continental-Cup-Team versetzt und verpasste dadurch die Vierschanzentournee. Infolge konstant guter Leistungen im Continental Cup wurde er wieder ins Weltcup-Team berufen und gehörte zum norwegischen Team für die Nordischen Skiweltmeisterschaften 2017 in Lahti. Dabei sprang er in den Einzelspringen auf die Plätze sieben auf der Normalschanze und zwölf auf der Großschanze. Bei der Teamentscheidung auf der Großschanze am 4. März 2017 sprang er im zweiten Durchgang bei turbulenten Windverhältnissen auf eine Weite von 138 Metern und setzte damit einen neuen Schanzenrekord, der zuvor bei 135,5 Metern lag und von dem Österreicher Andreas Widhölzl im Jahr 2006 aufgestellt wurde. Mit diesem Sprung hatte er maßgeblichen Anteil daran, dass das norwegische Team nach Rang vier nach dem ersten Durchgang noch die Silbermedaille gewann.
Bei der Skiflug-Weltmeisterschaft 2018 in Oberstdorf belegte er im Einzel den achten Rang. Im Mannschaftswettbewerb konnte er zusammen mit Robert Johansson, Andreas Stjernen und Daniel-André Tande den Weltmeistertitel aus dem Jahre 2016 erfolgreich verteidigen. Am 4. Februar 2018 gewann er in Willingen das letzte Weltcup-Springen vor den Olympischen Winterspielen und damit den zweiten Weltcupsieg im Einzel seiner Karriere. Danach nahm er an den Olympischen Winterspielen im südkoreanischen Pyeongchang teil. Im Einzelwettbewerb auf der Normalschanze holte er hinter dem Olympiasieger Andreas Wellinger die Silbermedaille und im Einzelwettbewerb auf der Großschanze belegte er den fünften Rang. Im Mannschaftswettbewerb auf der Großschanze holte er zusammen mit Daniel-André Tande, Andreas Stjernen und Robert Johansson die Goldmedaille vor den Teams aus Deutschland und Polen. Mit einer Gold- und einer Silbermedaille gehörte er zu den erfolgreichsten Skispringern der Winterspiele.
Seinen dritten Weltcupsieg im Einzel erreichte Forfang am 1. Dezember 2018 im russischen Nischni Tagil. Bei den Weltmeisterschaften 2019 in Seefeld in Tirol wurde er mit der norwegischen Mannschaft Fünfter und belegte in den Einzelwettbewerben die Ränge sieben von der Groß- und 45 von der Normalschanze. In der Gesamtwertung 2018/19 wurde er Achter.
Die Saison 2019/20 beendete er auf Platz 12 der Gesamtwertung. Bei der Vierschanzentournee belegte er den 6. Platz und bei der Raw Air den 23. Platz. Im Zuge des Sommer-Grand-Prix 2021 konnte er in Klingenthal und Tschaikowski zwei dritte Plätze in Einzelspringen erreichen und beendete die Serie als Neunter erstmals unter den Top Ten.
Beim Weltcup im hessischen Willingen holte er am 3. Februar 2024 seinen vierten Weltcupsieg im Einzel und stellte mit 155,5 Metern gleichzeitig einen neuen Schanzenrekord der Mühlenkopfschanze auf.

## Privates
Johann André Forfangs 15 Jahre älterer Bruder Daniel war ebenfalls Skispringer und trainiert heute als Assistenztrainer beim Team Trønderhopp. Forfang lebt in Trondheim.

## Erfolge

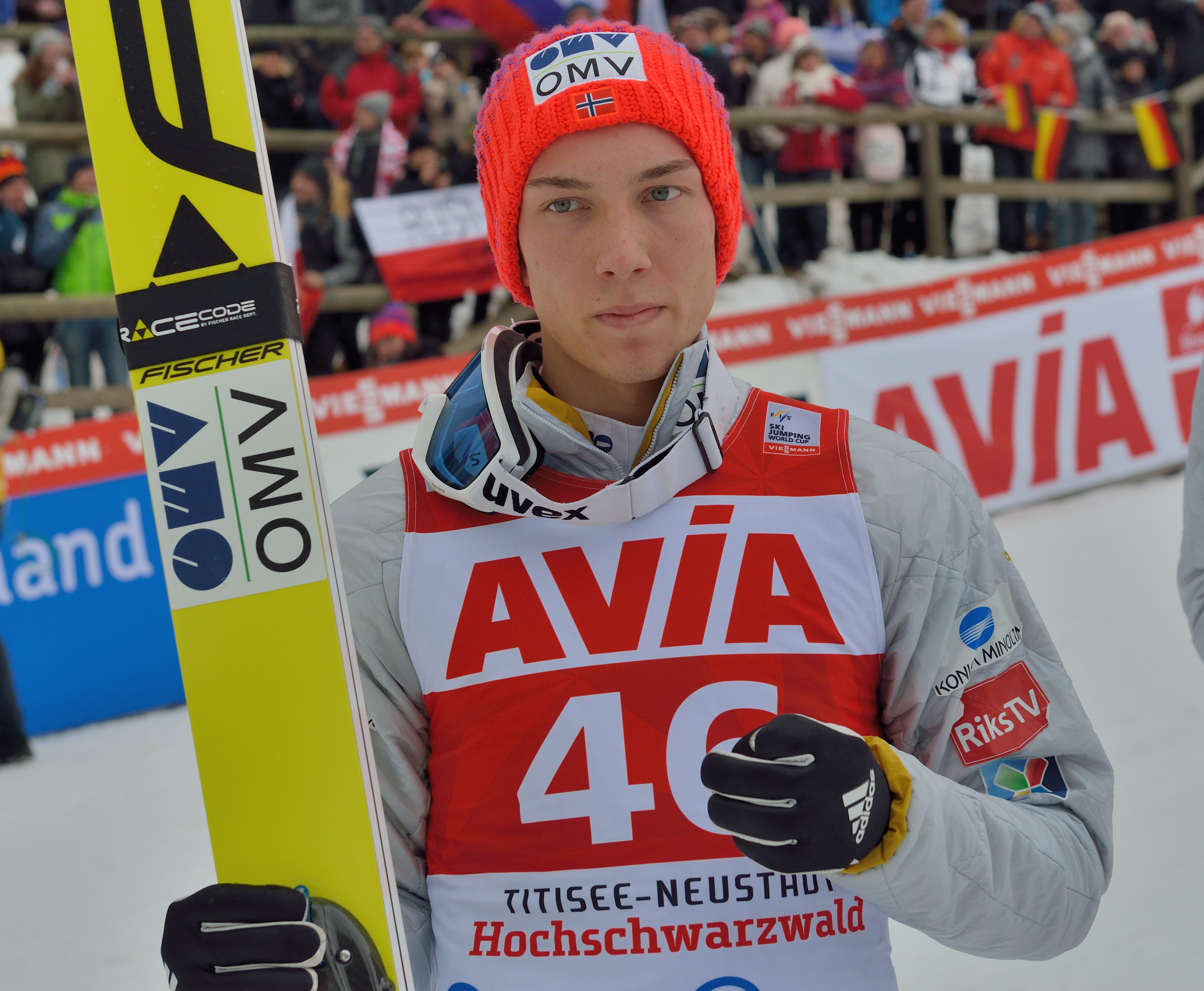
Forfang bei seinem Weltcupsieg in Titisee-Neustadt 2016

### Weltcupsiege im Einzel
| Nr. | Datum            | Ort              | Typ         |
| --- | ---------------- | ---------------- | ----------- |
| 01. | 12. März 2016    | Titisee-Neustadt | Großschanze |
| 02. | 4. Februar 2018  | Willingen        | Großschanze |
| 03. | 1. Dezember 2018 | Nischni Tagil    | Großschanze |
| 04. | 3. Februar 2024  | Willingen        | Großschanze |
| 05. | 10. März 2024    | Oslo             | Großschanze |
| 06. | 8. Februar 2025  | Lake Placid      | Großschanze |

### Weltcupsiege im Team
| Nr. | Datum             | Ort              | Typ               |
| --- | ----------------- | ---------------- | ----------------- |
| 01. | 22. Februar 2016  | Kuopio           | Großschanze       |
| 02. | 19. März 2016     | Planica          | Flugschanze       |
| 03. | 18. März 2017     | Vikersund        | Flugschanze       |
| 04. | 25. März 2017     | Planica          | Flugschanze       |
| 05. | 18. November 2017 | Wisła            | Großschanze       |
| 06. | 25. November 2017 | Kuusamo          | Großschanze       |
| 07. | 9. Dezember 2017  | Titisee-Neustadt | Großschanze       |
| 08. | 10. März 2018     | Oslo             | Großschanze       |
| 09. | 17. März 2018     | Vikersund        | Flugschanze       |
| 10. | 24. März 2018     | Planica          | Flugschanze       |
| 11. | 9. März 2019      | Oslo             | Großschanze       |
| 12. | 7. März 2020      | Oslo             | Großschanze       |
| 13. | 2. März 2024      | Lahti            | Großschanze       |
| 14. | 31. Januar 2025   | Willingen        | Großschanze Mixed |

### Grand-Prix-Siege im Team
| Nr. | Datum              | Ort          | Typ               |
| --- | ------------------ | ------------ | ----------------- |
| 01. | 22. Juli 2016      | Wisła        | Großschanze       |
| 02. | 12. September 2021 | Tschaikowski | Großschanze Mixed |

### Continental-Cup-Siege im Einzel
| Nr. | Datum             | Ort              | Typ         |
| --- | ----------------- | ---------------- | ----------- |
| 01. | 9. März 2013      | Vikersund        | Großschanze |
| 02. | 14. Dezember 2014 | Rena             | Großschanze |
| 03. | 7. Januar 2017    | Titisee-Neustadt | Großschanze |

## Statistik

### Weltcup-Platzierungen
| Saison  | Platz | Punkte |
| ------- | ----- | ------ |
| 2014/15 | 023.  | 0325   |
| 2015/16 | 005.  | 1240   |
| 2016/17 | 027.  | 0197   |
| 2017/18 | 007.  | 0821   |
| 2018/19 | 008.  | 0892   |
| 2019/20 | 012.  | 0579   |
| 2020/21 | 019.  | 0338   |
| 2021/22 | 024.  | 0303   |
| 2022/23 | 016.  | 0574   |
| 2023/24 | 007.  | 0867   |
| 2024/25 | 008.  | 0955   |

### Grand-Prix-Platzierungen
| Saison | Platz | Punkte |
| ------ | ----- | ------ |
| 2016   | 045.  | 0048   |
| 2017   | 016.  | 0142   |
| 2018   | 067.  | 0009   |
| 2019   | 041.  | 0040   |
| 2021   | 009.  | 0169   |
| 2022   | 055.  | 0018   |
| 2023   | 064.  | 0018   |
| 2024   | 017.  | 0129   |

### Continental-Cup-Platzierungen
| Saison  | Platz | Punkte |
| ------- | ----- | ------ |
| 2012/13 | 067.  | 0130   |
| 2013/14 | 077.  | 0083   |
| 2014/15 | 039.  | 0282   |
| 2016/17 | 038.  | 0275   |

### FIS-Cup-Platzierungen
| Saison  | Platz | Punkte |
| ------- | ----- | ------ |
| 2011/12 | 149.  | 0031   |

### Schanzenrekorde
| Schanze (Hillsize)            | Ort           | Weite   | aufgestellt am   | Rekord bis       |
| ----------------------------- | ------------- | ------- | ---------------- | ---------------- |
| Salpausselkä-Schanze (HS 130) | Lahti         | 138,0 m | 4. März 2017     | aktuell          |
| Tramplin Stork (HS 134)       | Nischni Tagil | 141,5 m | 2. Dezember 2017 | 5. Dezember 2020 |
| Mühlenkopfschanze (HS 147)    | Willingen     | 153,0 m | 2. Februar 2024  | 3. Februar 2024  |
| Mühlenkopfschanze (HS 147)    | Willingen     | 155,5 m | 3. Februar 2024  | aktuell          |
| Granåsen skisenter (HS 102)   | Trondheim     | 106,5 m | 1. März 2025     | 2. März 2025     |